# Sandra Iršević
Sandra Iršević (Subotica, 3. decembar 1973) srpska je novinarka, urednica, ekološka aktivistkinja i istraživačica bunjevačke kulturne baštine. Dobitnica je više značajnih nagrada u oblasti novinarstva i ekologije.

## Biografija
Gimnaziju „Svetozar Marković” u Subotici završila je 1992. godine. Diplomu inženjera životne sredine stekla je 2000. godine na Višoj tehničkoj školi u Novom Sadu. Na Fakultetu za menadžment u Zaječaru (Megatrend univerzitet) diplomirala je 2003. godine kao ekonomista u oblasti menadžmenta. Master studije iz oblasti kulture globalnih medija završila je na Fakultetu za medije i komunikacije Univerziteta Singidunum u Beogradu (2012—2014). Trenutno je doktorantkinja na Univerzitetu Educons u Sremskoj Kamenici na smeru digitalna produkcija.

### Profesionalna karijera
Novinarsku karijeru započela je 1995. godine u časopisu „Dani”, zatim počinje da radi 2000. godine u RTV „Yueko” u Subotici, gde je do 2015. godine radila kao novinarka i dnevna urednica vesti i autorka i voditeljka emisije „Lice Subotice” i „Na tragu”. Tokom karijere bila je dopisnica više medijskih kuća: Novosadski Dnevnik (2009–2019 i 2024), Dnevne novine "Press" (2006–2008), Ekolist (2005—2020), Portal grad subotica.co.rs (2010—2015), RTV Vojvodina (2015–2019), RTV Pink (od 2019), dok je 2016. godine osnovala portal Ecofeminizam, sa ciljem borbe za ljudska prava, očuvanjem životne sredine i postizanjem rodne ravnopravnost..

### Naučni rad
Fokus njenog istraživačkog rada je na bunjevačkoj kulturnoj baštini, ekofeminizmu i medijima. Autorka je više naučnih radova i poglavlja u međunarodnim publikacijama.
Značajniji i naučni radovi: 
- „Kolektivno sećanje i pamćenje kod Bunjevaca” (2021)[6]
- „Bunjevke kroz istoriju književnosti i umetnosti” (2016)[7]

## Dokumentarni filmovi
- „Slamarke: Veza između nasleđa, identiteta i održivosti” (2023)

## Nagrade i priznanja
- Srebrni suncokret na festivalu „Žisel" (2023) za film „Slamarke: Veza između nasleđa, identiteta i održivosti”[8]
- Siemens Press Award (2014)[9]
- Nagrada za toleranciju Republičkog povereništva za rodnu ravnopravnost i Misije OEBS-a u Srbiji (2015)
- Priznanje za širenje ekološke misli i svesti (2009) - Udruženje eko novinara „Eko vest”
- Zlatna medalja Pokreta gorana Srbije

## Izvori
1. ↑  Iršević, Sandra (2020). „Srpske i bunjevačke dobrotvorke u Subotici tokom 19. i 20. veka” (PDF). Baština. 50: 343—354.
2. ↑  „Izložba "Autorke bunjevačke priče" Sandre Iršević”. Kulturni centar Novog Sada. 2023.
3. ↑  „Bunjevački prigled br. 10” (PDF). Bunjevački prigled. 2021. стр. 128—143.
4. ↑  „Portal Ecofeminizam”. Ecofeminizam. Приступљено 3. 11. 2024.
5. ↑  Iršević, Sandra (2024). „The Portal Audience: Ecofeminizam on Social Networks”.  Ур.: Đurđević, G.; Marjanić, S. Ecofeminism on the Edge: Theory and Practice. Leeds: Emerald Publishing Limited. стр. 27—39. ISBN 978-1-80455-044-1.
6. ↑  Iršević, Sandra (2021). „Kolektivno sećanje i pamćenje kod Bunjevaca”. Bunjevački prigled. 10: 116—128. ISSN 2334-6124.
7. ↑  Iršević, Sandra (2016). „Bunjevke kroz istoriju književnosti i umetnosti”. AM Journal of Art and Media Studies. 11: 93—99. ISSN 2217-9666.
8. ↑  „Film "Slamarke: Veza između nasleđa, identiteta i održivosti"”. YouTube. Приступљено 2024-02-15.
9. ↑  „Siemens Press Award 2014”. Siemens Srbija. Приступљено 2024-02-15.

## Spoljašnje veze
- Izložba "Autorke bunjevačke priče"
- Film "Slamarke: Veza između nasleđa, identiteta i održivosti"